# Arisa Noto
Arisa Noto (能登有沙, Noto Arisa), née le 26 décembre 1988 à Chiba (Japon) est une idole japonaise, chanteuse de J-pop, seiyū et actrice.

## Biographie
Arisa Noto débute en 2002 comme modèle photographique enfant, participant à un "photobook" et sortant une VHS en solo, puis rentre en 2004 au Hello! Project, sélectionnée avec les débutantes du Hello! Pro Egg.
En 2005, elle est intégrée au nouveau groupe Tomoiki Ki wo Uetai du H!P Egg. En 2007, elle rejoint l'équipe de futsal du H!P Gatas Brilhantes, et le groupe de J-pop qui en est dérivé, Ongaku Gatas. De par son âge, elle succède à Miki Korenaga en tant que leader du H!P Egg en janvier 2008. La même année, elle rejoint en parallèle la nouvelle formation HAPPY! STYLE, qui ne fait cependant pas partie du Hello! Project.
Arisa Noto quitte le H!P en septembre 2009 et continue sa carrière avec ses groupes au sein de la maison mère Up-Front, et du M-line club pendant un an. Elle rejoint également en décembre 2009 le nouveau groupe Team Dekaris avec trois autres membres d'HAPPY! STYLE, créé pour interpréter les chansons d'un jeu vidéo Tetris de SEGA. Le même mois, elle sort les premiers de ses mini-albums et photobooks en solo, en distribution limitée. Elle double en 2010 un des personnages principaux de la série animée Kaitō Reinya basée sur son ex-collègue du H!P Reina Tanaka des Morning Musume.
Arisa Noto quitte Up-Front en 2011 pour l'agence Style Cube. En octobre de cette année, elle forme le groupe StylipS avec les anciens membres de Team Dekaris. Elle participe aux doublages de cinq autres séries anime et de deux jeux vidéo en 2012 et 2013. Elle sort un premier album complet en solo en janvier 2013, suivi d'un cinquième mini-album.

## Groupes
Au sein du Hello! Project
- Hello! Pro Egg (2004–2009)
- Tomoiki Ki wo Uetai (2005–2008)
- Ongaku Gatas (2007–2009)

Autres
- Team Dekaris (2009)
- StylipS (2011–)

## Discographie
Mini Albums solo
- 26 décembre 2009 – NO NIGHT EDEN
- 25 juillet 2010 – END OF THE GATE
- 14 août 2010 – innocent as a BABY
- 12 décembre 2010 – a piece of Romance
- 17 décembre 2013 – Rainbow Drops

Album solo
- 20 janvier 2013 : Hello, Little Monsters

Drama CD
- 15 août 2011 : Nyankoga Sensei Nan Desu ka? (にゃんこが先生なんですか？)
- 31 décembre 2011 : Nyankoga Sensei Nan Desu ka? 2 (にゃんこが先生なんですか？2)

## Filmographie
VHS solo
- 2002 : Crayon Vol.3 Noto Arisa 13sai

Télévision
- 2003 : Yumemiru Budou ~Hon wo Yomujo~
- 2009 : Kidou Senshi Gundam 00 ~Tamatama mi Wasureta Hitotachi ni Sasagu~

Films
- 2010 : Light Novel no Tanoshii Kakikata

Théâtre
- 31 juillet 2006 – Yumetou Tsutsuto Maboroshito
- 23 avril 2009 – Mikoto Mannequin
- avril-mars 2011 - Q - Anata wa Dare?
- juin 2011 - Harukanaru Toki no Naka de 2

## Doublage
Séries Anime
- 2010 : Kaitō Reinya
- 2012 : High School DxD (ハイスクールD×D) ( Issei's alarm clock; Nii)
- 2012 : Saki Achiga-hen episode of side-A (咲-Saki-阿知賀編 episode of side-A) (Eguchi Sara)
- 2012 : La Storia Della Arcana Famiglia (アルカナ・ファミリア)
- 2012 : Kono Naka ni Hitori, Imōto ga Iru! (この中に1人、妹がいる!) (Kotori Maiko)
- 2013 : Dansai Bunri no Crime Edge (断裁分離のクライムエッジ) (Ubuzato Nigi)

Jeux vidéo
- 2013 - Sei Madou Monogatari (Kriora)
- 2013 - Fairy Fencer F (Cui)

## Photobooks
- 10 novembre 2002 – Angel BOOKS 6 Water melon (collectif)
- 30 décembre 2009 – ARi01
- 14 août 2010 – ARi02
- 30 décembre 2010 – ARi03
- 15 décembre 2012 - ARi04

## Liens
- (ja) Site officiel
- (ja) Blog officiel